# محمود المكتفي بالله شاه
السلطان محمود المكتفي بالله شاه الحاج بن لبسلطان إسماعيل ناصر الدين شاه الحاج (29 أبريل 1930 - 14 مايو 1998) هو السلطان السابع عشر لترغكانو من 21 سبتمبر 1979 إلى 14 مايو 1998.

## سيرته
ولد السلطان محمود في 29 أبريل 1930 في كوالا ترغكانو. تزوج من نونغ فاطمة السقوف بنت السيد عبد الله الساجوف وبارئة بنت السلطان حسام الدين عالم شاه، أخت سلطان سلاغور السلطان صلاح الدين عبد العزيز شاه في عام 1951، وابنة عم السلطان صلاح الدين عبد العزيز شاه.
كان السلطان محمود عقيدًا في الفيلق الملكي المدرع من عام 1979 حتى عام 1998. بعد ثمانية وعشرين عامًا، توفي والده السلطان إسماعيل ناصر الدين شاه عام 1979. تم تنصيبه كسلطان ترغكانو في عام 1981.

## وفاته
في 14 مايو 1998، توفي في مستشفى ماونت إليزابيث، في سنغافورة وحل محله ابنه السلطان ميزان زين العابدين. ودفن جثمانه في الضريح الملكي الجديد بالقرب من مسجد المكتفي بالله شاه في كوالا ترغكانو. كان أول سلطان يُدفن هناك.